# غضروف قريني
الغضروفان القرينيّان (بالإنجليزية: corniculate cartilages)‏ أو غضروفيّ سانتوريني (بالإنجليزية: cartilages of Santorini)‏، هما عقيدتان مخروطيتان صغيرتان من غضروف مرن، يلتحمان مع قمّتي الغضروفين الطرجهاليين ويساعدان على إطالتهما في الاتجاه الخلفي والوسطي.

## موقعها
يقع الغضروفان القرينيان في الأجزاء الخلفية من «الطيَّة الطرجهالية اللسان مزمارية» (بالإنجليزية: aryepiglottic folds)‏ للأغشية المخاطية، وقد يلتحمان في بعض الأحيان مع الغضروفين الطرجهاليين.

## التسمية
أُطلق عليها في الغرب اسم «غضاريف سانتوريني» نسبة إلى جيوفاني دومينيكو سانتوريني. كلمة "Corniculate" لها جذر لاتيني هو: "cornu"والتي تعني «بروز على هيئة بوق»، لأن بروزات الغضروفين القرينيين تبدوان مثل «الأبواق» ومن هنا جاءت التسمية.

## صور اضافية

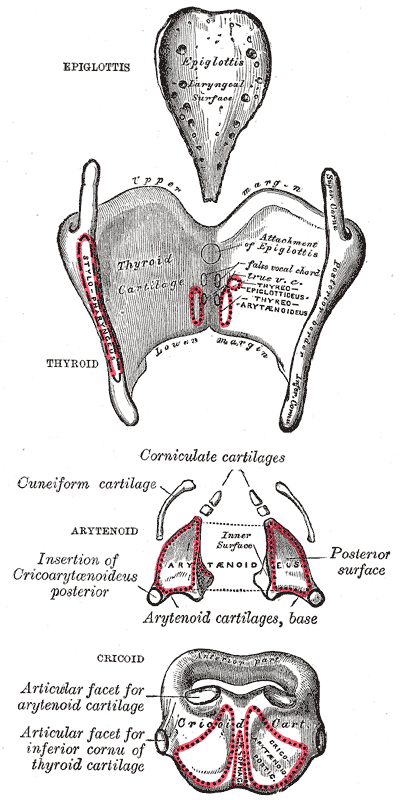
غضاريف الحنجرة. نظرة من الخلف.
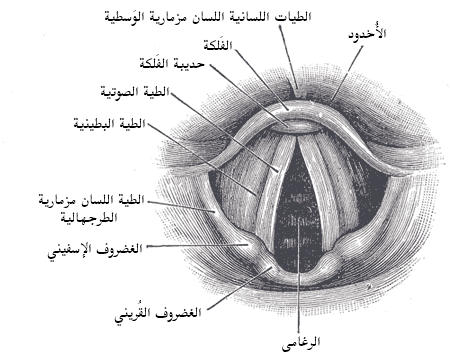
عرض "بمنظار الحنجرة" من داخل الحنجرة.
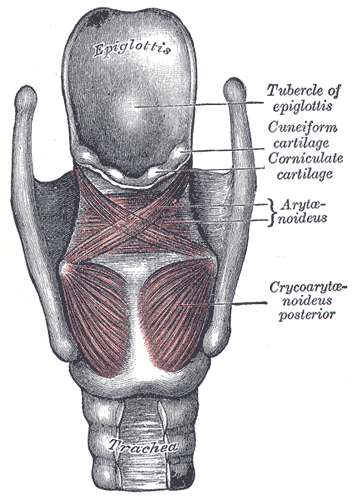
عضلات الحنجرة، نظرة من الخلف.
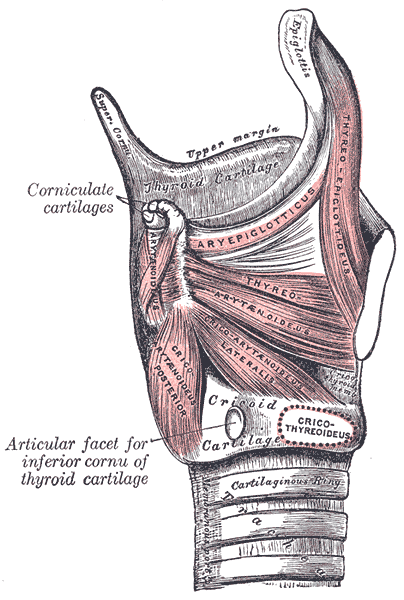
عضلات الحنجرة. منظر جانبي بعد إزالة الصفيحة اليمنى للغضروف الدرقي.
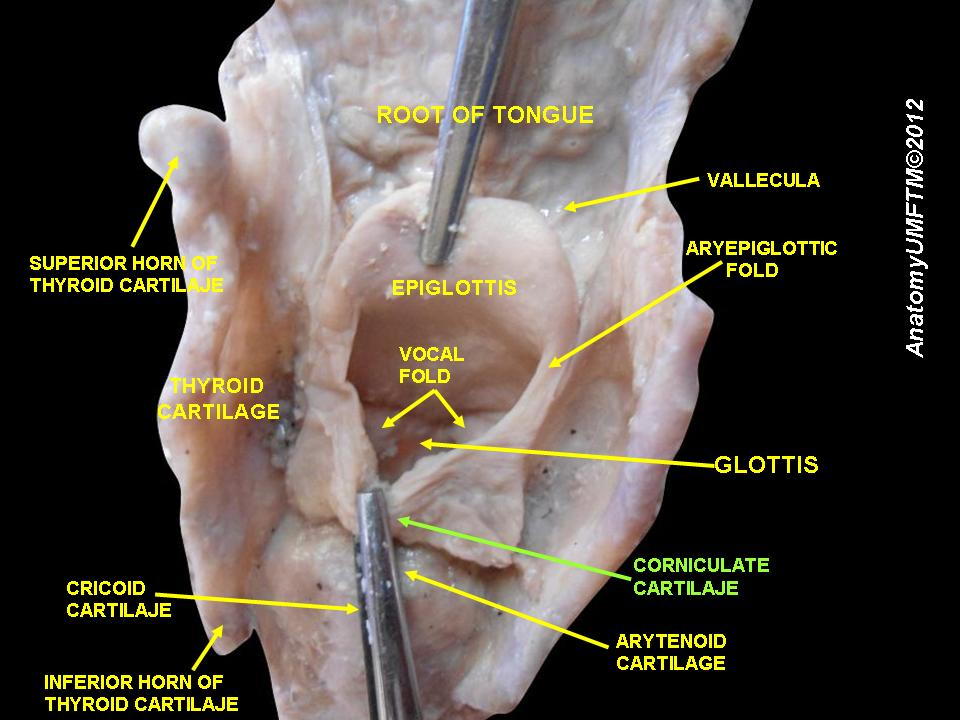
الغضاريف القرينية.

## روابط خارجية
- أطلس تشريح جامعة ميشيغان rsa3p8